# Kilianskirche, Talheim
Kilianskirche är en kyrkobyggnad som ligger i orten Talheim i Landkreis Heilbronn, Baden-Württemberg  i Tyskland. Kyrkan är uppkallad efter helgonet Kilian.

## Kyrkobyggnaden
Ursprungliga kyrkan med kor och östtorn uppfördes omkring år 1050. Omkring år 1200 byggdes kyrkan ut och långhuset fick sin nuvarande planform. Omkring år 1450 fick kyrkan sitt nuvarande utseende. Vid en restaurering år 1716 togs stora fönster upp. År 1956 genomfördes en stor renovering då väggmålningar togs fram.

## Inventarier
Första orgeln installerades år 1730. Nuvarande orgel som är den femte i ordningen installerades år 1956 och totalrenoverades år 2003.